# مسجد كامبونج سيبوت
مسجد كامبونج سيبوت أو مركز العبادة كامبونج سيبوت أحد مساجد بروناي .

## الموقع
يقع مركز العبادة كامبونج سيبوت في منطقة كامبونج سيبوت، والتي تبعد حوالي خمسة عشر كيلومتر من مدينة بانجر في بروناي .

## البناء
بنيت قاعة العبادة أو مسجد كامبونج سيبوت في الرابع عشر من شعر أغسطس من عام 1993، على موقع أرض مساحتها 0.5 فدان، واكتمل البناء في الثاني عشر من شهر مارس من عام 1994، مع نفقات قدرة بمبلغ 40،141.60 دولار .

## استيعاب المسجد
يمكن قاعة العبادة استيعاب حوالي 160 مصلي في وقت واحد.